# Горба, Василий Дементьевич
Василий Дементьевич Горба (1904 — 1978) — советский партийный деятель. Депутат Верховного Совета УССР 1-го созыва.

## Биография
Член ВКП(б) с 1924 года.
В 1934—1938 годах — заместитель секретаря, секретарь Онуфриевского районного комитета КП(б)У Харьковской области.
В 1938—1939 годах — 1-й секретарь Коростенского районного комитета КП(б)У Житомирской области.
В 1939—1940 годах — заведующий организационно-инструкторского отдела Львовского областного комитета КП(б)У.
В 1940—1941 годах — 2-й секретарь Аккерманского (Измаильского) областного комитета КП(б)У.
В 1941—1943 годах — начальник Политического управления, заместитель народного комиссара совхозов РСФСР.
В 1944—1945 годах — 1-й секретарь Измаильского областного комитета КП(б)У. В 1945—1946 годах — 2-й секретарь Измаильского областного комитета КП(б)У.
В 1946—1951 годах — управляющий Станиславского спиртового треста Станиславской области. В 1951—1960 годах — директор Кировоградского жиркомбината Кировоградской области.
С 1960 года — на пенсии.

## Награды
- орден Отечественной войны II ст. (1945)
- ордена
- медали